# (73878) 1997 CX6
(73878) 1997 CX6 – planetoida z pasa głównego asteroid okrążająca Słońce w ciągu 3,43 lat w średniej odległości 2,27 j.a. Odkryta 6 lutego 1997 roku.